# Wayside (Kansas)
Wayside es un lugar designado por el censo ubicado en el condado de Montgomery en el estado estadounidense de Kansas. En el censo de 2020 tenía una población de 19 habitantes y una densidad poblacional de 42,22 habitantes por km². Fue incluido como CDP en el censo de 2020. 

## Geografía
Wayside se encuentra ubicado en las coordenadas 37°07′29″N 95°52′12″O / 37.12472, -95.87000. Según la Oficina del Censo de los Estados Unidos,  tiene una superficie total de 0,45 km², de la cual 0,44 km² corresponden a tierra firme y 0,01 km² a agua.